# Ophidion guianense
Ophidion guianense is een straalvinnige vissensoort uit de familie van de naaldvissen (Ophidiidae). De wetenschappelijke naam van de soort is voor het eerst geldig gepubliceerd in 2003 door Lea & Robins.